# Caloptilia hidakensis
Caloptilia hidakensis är en fjärilsart som beskrevs av Tosio Kumata 1966. Caloptilia hidakensis ingår i släktet Caloptilia och familjen styltmalar. Inga underarter finns listade i Catalogue of Life.